# Grande Prêmio de São Paulo de 2024
O Grande Prêmio de São Paulo de 2024 (formalmente denominado Formula 1 Lenovo Grande Prêmio de São Paulo 2024) foi a vigésima primeira etapa do Campeonato Mundial de Fórmula 1 de 2024. disputado em 3 de novembro de 2024 no Autódromo José Carlos Pace, São Paulo, Brasil. Foi vencido por Max Verstappen, da Red Bull, com os pilotos da Alpine Esteban Ocon e Pierre Gasly ocupando, respectivamente, o segundo e o terceiro lugares.

## Resumo
Esteban Ocon, da Alpine, usou um capacete especial com design que remetia às plantas e tinha as cores do Brasil, colocando também um escudo estilizado, que fazia referência ao da CBF, e o seu apelido dado por fãs brasileiros, "Oconzinho".
Lewis Hamilton, da Mercedes, foi outro a usar um capacete especial para essa prova, usando as cores da bandeira do Brasil, as listras eternizadas por Ayrton Senna, o desenho do Cristo Redentor e a frase "Still we rise" ("nós nos levantaremos" em inglês). Ele também protagonizou um momento especial antes da corrida, no qual ele guiou o MP4/5B que seu ídolo Senna pilotou na sua campanha pelo seu segundo título em 1990. A escolha de Hamilton para conduzir o carro de Senna rendeu críticas de alguns pilotos, com Emerson Fittipaldi chamando a atitude de colocar um inglês  para pilotar o carro do Senna de "antiética", e Rubens Barrichello afirmando que Hamilton não deveria pilotar o carro, por "já estar correndo", e que essa oportunidade deveria ser concedida a um "garoto novo" que fosse brasileiro. Mas Lalalli Senna, a sobrinha do piloto, defendeu a escolha de Hamilton, dizendo que ele "se tornou um embaixador da memória de Ayrton".
O piloro dinamarquês Kevin Magnussen, da Haas, se ausentou da etapa por conta de uma doença, sendo substituído pelo piloto reservaOliver Bearman, que irá para o lugar de Magnussen em 2025.
A pole da corrida sprint ficou com Oscar Piastri, que superou seu companheiro da McLaren Lando Norris, o segundo colocado. Mas na minicorrida, a McLaren ordenou que Piastri cedesse sua posição a Norris, com o britânico quebrando a sequência de vitórias de Max Verstappen nas sprints. O ferrarista Charles Leclerc ficou na terceira posição.
A qualificação para a corrida principal foi adiada para domingo, algumas horas antes da corrida, devido à chuva torrencial que não deu trégua durante o horário previsto para a qualificação no sábado, às 15 horas (horário de Brasília). A última vez que esse tipo de mudança aconteceu foi no Grande Prêmio do Japão de 2019, por causa de uma tempestade causada por um tufão.
Assim, o horário da qualificação foi para as 07:30 da manhã de domingo e a corrida, que seria às 14 horas, foi antecipada para as 12:30, por conta do risco de que as chuvas fortes voltassem a interromper a corrida, e para aproveitar ao máximo o tempo de luz solar na pista.
A sessão classificatória foi marcada pela chuva intensa. Enquanto a pista estava molhada, vários pilotos bateram nos Q1, Q2 e Q3, gerando várias bandeiras vermelhas que interromperam a classificação. Um dos que bateram foi Alexander Albon, cujos danos extensos o impediram de participar da corrida, pois a equipe não terá tempo suficiente para conseguir reparar o carro. Seu companheiro Franco Colapinto também bateu, assim como os pilotos da Aston Martin Lance Stroll e Fernando Alonso, mas as equipes conseguiram recuperar os dois carros para a corrida.
A pole position da corrida principal ficou com Lando Norris, sendo esta a sua oitava na carreira. George Russell, da Mercedes, largou na segunda posição, formando uma primeira fila totalmente britânica, e o piloto da RB Yuki Tsunoda conseguiu uma surpreendente terceira posição. Max Verstappen, que iria cumprir uma punição de cinco posições, foi prejudicado durante o Q2 por uma batida de Lance Stroll, com o tricampeão da Red Bull fazendo apenas o 12º tempo, e assim despencando para a décima sétima posição.
A largada do GP de São Paulo foi atrasada porque Lance Stroll rodou durante a volta de formação e colocou seu carro na brita. Assim, a largada foi abortada e os carros tiveram que se alinhar novamente. Na relargada, os pilotos da primeira fila, Norris e Russell deixaram os colchetes antes da hora, provocando uma pequena confusão, já que alguns pilotos tentaram acompanhá-los, enquanto outros ficaram no mesmo lugar. A dupla foi multada em cinco mil euros.
A corrida também foi tomada pela chuva extrema e pelas bandeiras vermelhas. Uma delas, provocada por Franco Colapinto, mudou o destino da prova, favorecendo os pilotos que ocupavam as três primeiras posições: Esteban Ocon, Pierre Gasly e Max Verstappen. O neerlandês fez uma corrida de recuperação, tomando seis posições e subindo para décimo já na primeira volta. Com a interrupção da corrida, todos os pilotos tiveram a possibilidade de mexer em seus carros e trocar pneus, assim, os pilotos que não tinham parado ainda, como Verstappen, Ocon e Gasly, puderam trocar pneus sem correr o risco de perderem posições. Isso facilitou a corrida de Verstappen, que voltou em segundo lugar, ultrapassou Ocon e impôs um ritmo impressionante na chuva, fazendo várias voltas mais rápidas em sequência e quebrando o jejum de dez corridas sem vencer. A última vitória de Verstappen tinha sido no Grande Prêmio da Espanha de 2024.
A equipe Alpine também fez uma excelente corrida, com Esteban Ocon ficando em segundo e Pierre Gasly em terceiro. Foi a primeira vez que a Alpine pôs sua dupla de pilotos no pódio desde sua entrada na Fórmula 1 em 2021. Os outros quatro pódios anteriores haviam sido conquistados apenas por um dos pilotos da equipe. O último pódio de Ocon foi em Mônaco no ano passado, enquanto Gasly subiu ao pódio pela última vez no GP da Holanda, também no ano passado.
Já Lando Norris, que tinha perdido a ponta na largada por ter sido ultrapassado por Russell, teve uma corrida para esquecer, cometendo diversos erros e chegando a passar reto após tentar se impor perante Russell. Ele terminou em sexto, se beneficiando de ordens de equipe da McLaren para que Piastri lhe cedesse a posição.
Nico Hulkenberg, da Haas, também teve um mau resultado na corrida. O alemão bateu e recebeu ajuda externa para voltar à pista. Assim, ele recebeu a bandeira preta e foi desclassificado da prova. Foi a primeira vez que isso aconteceu desde Felipe Massa e Giancarlo Fisichella no GP do Canadá de 2007.
Verstappen classificou sua vitória em São Paulo como uma das melhores da sua carreira. Ele foi elogiado por inúmeros torcedores, além da mídia especializada e de pessoas do automobilismo, como Mario Andretti, que afirmou que o neerlandês tinha um "talento extraordinário", e Christian Horner, que disse que Verstappen já tinha um lugar entre os maiores da história. Na direção contrária foi Lando Norris, que afirmou que Verstappen tinha tido sorte por causa das bandeiras vermelhas.
A bandeirada final foi dada pelo campeão mundial de surfe Gabriel Medina, os três primeiros colocados receberam bonés amarelos com detalhes em verde, e o vencedor levou um troféu desenvolvido pela Lenovo e pela Pininfarina, que faz referência à natureza e às coroas de louros usadas na década de 1980, além de ter um sensor que ativa um padrão luminoso que imita a queda da chuva.
Com a vitória e o ponto da volta mais rápida indo para Verstappen e o sexto lugar de Norris, o neerlandês abriu 62 pontos de vantagem sobre o britânico, encaminhando o tetracampeonato e dificultando ainda mais a vida de Norris.

## Resultados

### Sprint Shootout
| Pos.                | N° | Piloto           | Construtor                 | Qualifying times | Qualifying times | Qualifying times | Sprint grid |
| Pos.                | N° | Piloto           | Construtor                 | SQ1              | SQ2              | SQ3              | Sprint grid |
| ------------------- | -- | ---------------- | -------------------------- | ---------------- | ---------------- | ---------------- | ----------- |
| 1                   | 81 | Oscar Piastri    | McLaren-Mercedes           | 1:10.265         | 1:09.239         | 1:08.899         | 1           |
| 2                   | 4  | Lando Norris     | McLaren-Mercedes           | 1:09.477         | 1:09.063         | 1:08.928         | 2           |
| 3                   | 16 | Charles Leclerc  | Ferrari                    | 1:10.388         | 1:09.248         | 1:09.153         | 3           |
| 4                   | 1  | Max Verstappen   | Red Bull Racing-Honda RBPT | 1:10.409         | 1:09.489         | 1:09.219         | 4           |
| 5                   | 55 | Carlos Sainz Jr. | Ferrari                    | 1:10.503         | 1:09.500         | 1:09.257         | 5           |
| 6                   | 63 | George Russell   | Mercedes                   | 1:10.479         | 1:09.683         | 1:09.443         | 6           |
| 7                   | 10 | Pierre Gasly     | Alpine-Renault             | 1:10.630         | 1:09.610         | 1:09.622         | 7           |
| 8                   | 30 | Liam Lawson      | RB-Honda RBPT              | 1:10.576         | 1:09.827         | 1:09.941         | 8           |
| 9                   | 23 | Alexander Albon  | Williams-Mercedes          | 1:10.366         | 1:09.844         | 1:10.078         | 9           |
| 10                  | 50 | Oliver Bearman   | Haas-Ferrari               | 1:10.442         | 1:09.629         | No time          | 10          |
| 11                  | 44 | Lewis Hamilton   | Mercedes                   | 1:10.625         | 1:09.941         | N/A              | 11          |
| 12                  | 27 | Nico Hülkenberg  | Haas-Ferrari               | 1:10.466         | 1:09.964         | N/A              | 12          |
| 13                  | 11 | Sergio Pérez     | Red Bull Racing-Honda RBPT | 1:10.392         | 1:10.024         | N/A              | 13          |
| 14                  | 43 | Franco Colapinto | Williams-Mercedes          | 1:10.470         | 1:10.275         | N/A              | 14          |
| 15                  | 77 | Valtteri Bottas  | Kick Sauber-Ferrari        | 1:10.861         | 1:10.595         | N/A              | 15          |
| 16                  | 14 | Fernando Alonso  | Aston Martin-Mercedes      | 1:10.978         | N/A              | N/A              | PL          |
| 17                  | 31 | Esteban Ocon     | Alpine-Renault             | 1:11.052         | N/A              | N/A              | 16          |
| 18                  | 22 | Yuki Tsunoda     | RB-Honda RBPT              | 1:11.121         | N/A              | N/A              | 17          |
| 19                  | 18 | Lance Stroll     | Aston Martin-Mercedes      | 1:11:280         | N/A              | N/A              | PL          |
| 20                  | 24 | Zhou Guanyu      | Kick Sauber-Ferrari        | 1:12.978         | N/A              | N/A              | PL          |
| 107% time: 1:14.340 |    |                  |                            |                  |                  |                  |             |
| Fontes:             |    |                  |                            |                  |                  |                  |             |

### Sprint
| Pos.                                                                               | N° | Piloto           | Construtor                 | Laps | Tempo/Retirada | Grid | Pontos |
| ---------------------------------------------------------------------------------- | -- | ---------------- | -------------------------- | ---- | -------------- | ---- | ------ |
| 1                                                                                  | 4  | Lando Norris     | McLaren-Mercedes           | 24   | 29:46.045      | 2    | 8      |
| 2                                                                                  | 81 | Oscar Piastri    | McLaren-Mercedes           | 24   | +0.593         | 1    | 7      |
| 3                                                                                  | 16 | Charles Leclerc  | Ferrari                    | 24   | +5.656         | 3    | 6      |
| 4                                                                                  | 1  | Max Verstappen   | Red Bull Racing-Honda RBPT | 24   | +6.497         | 4    | 5      |
| 5                                                                                  | 55 | Carlos Sainz Jr. | Ferrari                    | 24   | +7.224         | 5    | 4      |
| 6                                                                                  | 63 | George Russell   | Mercedes                   | 24   | +12.475        | 6    | 3      |
| 7                                                                                  | 10 | Pierre Gasly     | Alpine-Renault             | 24   | +18.161        | 7    | 2      |
| 8                                                                                  | 11 | Sergio Pérez     | Red Bull Racing-Honda RBPT | 24   | +18.717        | 13   | 1      |
| 9                                                                                  | 30 | Liam Lawson      | RB-Honda RBPT              | 24   | +20.773        | 8    |        |
| 10                                                                                 | 23 | Alexander Albon  | Williams-Mercedes          | 24   | +24.606        | 9    |        |
| 11                                                                                 | 44 | Lewis Hamilton   | Mercedes                   | 24   | +29.764        | 11   |        |
| 12                                                                                 | 43 | Franco Colapinto | Williams-Mercedes          | 24   | +33.233        | 14   |        |
| 13                                                                                 | 31 | Esteban Ocon     | Alpine-Renault             | 24   | +34.128        | 16   |        |
| 14                                                                                 | 50 | Oliver Bearman   | Haas-Ferrari               | 24   | +35.507        | 10   |        |
| 15                                                                                 | 22 | Yuki Tsunoda     | RB-Honda RBPT              | 24   | +41.374        | 17   |        |
| 16                                                                                 | 77 | Valtteri Bottas  | Kick Sauber-Ferrari        | 24   | +43.231        | 15   |        |
| 17                                                                                 | 24 | Zhou Guanyu      | Kick Sauber-Ferrari        | 24   | +54.139        | PL   |        |
| 18                                                                                 | 14 | Fernando Alonso  | Aston Martin-Mercedes      | 24   | +56.537        | PL   |        |
| 19                                                                                 | 18 | Lance Stroll     | Aston Martin-Mercedes      | 24   | +57.983        | PL   |        |
| Ret                                                                                | 27 | Nico Hülkenberg  | Haas-Ferrari               | 19   | Exaustão       | 12   |        |
| Volta Mais Rápida: Sergio Pérez (Red Bull Racing-Honda RBPT) – 1:11.678 (Volta 24) |    |                  |                            |      |                |      |        |
| Fontes:                                                                            |    |                  |                            |      |                |      |        |

### Treino classificatório
| Pos.                | N° | Piloto           | Construtor                 | Qualifying times | Qualifying times | Qualifying times | Final grid |
| Pos.                | N° | Piloto           | Construtor                 | Q1               | Q2               | Q3               | Final grid |
| ------------------- | -- | ---------------- | -------------------------- | ---------------- | ---------------- | ---------------- | ---------- |
| 1                   | 4  | Lando Norris     | McLaren-Mercedes           | 1:30.944         | 1:24.844         | 1:23.405         | 1          |
| 2                   | 63 | George Russell   | Mercedes                   | 1:29.121         | 1:26.307         | 1:23.578         | 2          |
| 3                   | 22 | Yuki Tsunoda     | RB-Honda RBPT              | 1:29.172         | 1:26.464         | 1:24.111         | 3          |
| 4                   | 31 | Esteban Ocon     | Alpine-Renault             | 1:29.171         | 1:26.206         | 1:24.475         | 4          |
| 5                   | 30 | Liam Lawson      | RB-Honda RBPT              | 1:30.758         | 1:25.654         | 1:24.484         | 5          |
| 6                   | 16 | Charles Leclerc  | Ferrari                    | 1:29.839         | 1:26.097         | 1:24.525         | 6          |
| 7                   | 23 | Alexander Albon  | Williams-Mercedes          | 1:29.072         | 1:25.889         | 1:24.657         | —          |
| 8                   | 81 | Oscar Piastri    | McLaren-Mercedes           | 1:30.114         | 1:25.179         | 1:24.686         | 8          |
| 9                   | 14 | Fernando Alonso  | Aston Martin-Mercedes      | 1:30.207         | 1:25.035         | 1:28.998         | 9          |
| 10                  | 18 | Lance Stroll     | Aston Martin-Mercedes      | 1:30.580         | 1:26.334         | No time          | 10         |
| 11                  | 77 | Valtteri Bottas  | Kick Sauber-Ferrari        | 1:30.633         | 1:26.472         | N/A              | 11         |
| 12                  | 1  | Max Verstappen   | Red Bull Racing-Honda RBPT | 1:28.522         | 1:27.771         | N/A              | 17         |
| 13                  | 11 | Sergio Pérez     | Red Bull Racing-Honda RBPT | 1:30.035         | 1:28.158         | N/A              | 12         |
| 14                  | 55 | Carlos Sainz Jr. | Ferrari                    | 1:30.303         | 1:29.406         | N/A              | PL         |
| 15                  | 10 | Pierre Gasly     | Alpine-Renault             | 1:29.420         | 1:29.614         | N/A              | 13         |
| 16                  | 44 | Lewis Hamilton   | Mercedes                   | 1:31.150         | N/A              | N/A              | 14         |
| 17                  | 50 | Oliver Bearman   | Haas-Ferrari               | 1:31.229         | N/A              | N/A              | 15         |
| 18                  | 43 | Franco Colapinto | Williams-Mercedes          | 1:31.270         | N/A              | N/A              | 16         |
| 19                  | 27 | Nico Hülkenberg  | Haas-Ferrari               | 1:31.623         | N/A              | N/A              | 18         |
| 20                  | 24 | Zhou Guanyu      | Kick Sauber-Ferrari        | 1:32.263         | N/A              | N/A              | 19         |
| 107% time: 1:34.718 |    |                  |                            |                  |                  |                  |            |
| Fontes:             |    |                  |                            |                  |                  |                  |            |

### Corrida
| Pos.                                                                                 | N° | Piloto           | Construtor                 | Laps | Tempo/Retirada               | Grid | Pontos |
| ------------------------------------------------------------------------------------ | -- | ---------------- | -------------------------- | ---- | ---------------------------- | ---- | ------ |
| 1                                                                                    | 1  | Max Verstappen   | Red Bull Racing-Honda RBPT | 69   | 2:06:54.430                  | 17   | 26     |
| 2                                                                                    | 31 | Esteban Ocon     | Alpine-Renault             | 69   | +19.477                      | 4    | 18     |
| 3                                                                                    | 10 | Pierre Gasly     | Alpine-Renault             | 69   | +22.532                      | 13   | 15     |
| 4                                                                                    | 63 | George Russell   | Mercedes                   | 69   | +23.265                      | 2    | 12     |
| 5                                                                                    | 16 | Charles Leclerc  | Ferrari                    | 69   | +30.177                      | 6    | 10     |
| 6                                                                                    | 4  | Lando Norris     | McLaren-Mercedes           | 69   | +31.372                      | 1    | 8      |
| 7                                                                                    | 22 | Yuki Tsunoda     | RB-Honda RBPT              | 69   | +42.056                      | 3    | 6      |
| 8                                                                                    | 81 | Oscar Piastri    | McLaren-Mercedes           | 69   | +44.943                      | 8    | 4      |
| 9                                                                                    | 30 | Liam Lawson      | RB-Honda RBPT              | 69   | +50.452                      | 5    | 2      |
| 10                                                                                   | 44 | Lewis Hamilton   | Mercedes                   | 69   | +50.753                      | 14   | 1      |
| 11                                                                                   | 11 | Sergio Pérez     | Red Bull Racing-Honda RBPT | 69   | +51.531                      | 12   |        |
| 12                                                                                   | 50 | Oliver Bearman   | Haas-Ferrari               | 69   | +57.085                      | 15   |        |
| 13                                                                                   | 77 | Valtteri Bottas  | Kick Sauber-Ferrari        | 69   | +1:03.588                    | 11   |        |
| 14                                                                                   | 14 | Fernando Alonso  | Aston Martin-Mercedes      | 69   | +1:18.049                    | 9    |        |
| 15                                                                                   | 24 | Zhou Guanyu      | Kick Sauber-Ferrari        | 69   | +1:19.649                    | 19   |        |
| Ret                                                                                  | 55 | Carlos Sainz Jr. | Ferrari                    | 38   | Batida                       | PL   |        |
| Ret                                                                                  | 43 | Franco Colapinto | Williams-Mercedes          | 30   | Batida                       | 16   |        |
| DNS                                                                                  | 23 | Alexander Albon  | Williams-Mercedes          | 0    | Dano no carro no Q3 da qualy | —    |        |
| DNS                                                                                  | 18 | Lance Stroll     | Aston Martin-Mercedes      | 0    | Preso na brita               | —    |        |
| DSQ                                                                                  | 27 | Nico Hülkenberg  | Haas-Ferrari               | 30   | puxado após parada           | 18   |        |
| Volta Mais Rápida: Max Verstappen (Red Bull Racing-Honda RBPT) – 1:20.472 (volta 67) |    |                  |                            |      |                              |      |        |
| Fontes:                                                                              |    |                  |                            |      |                              |      |        |

## Tabela do Campeonato após a corrida
|        | Pos. | Pilotos          | Ponto |
| ------ | ---- | ---------------- | ----- |
|        | 1    | Max Verstappen   | 393   |
|        | 2    | Lando Norris     | 331   |
|        | 3    | Charles Leclerc  | 307   |
|        | 4    | Oscar Piastri    | 262   |
|        | 5    | Carlos Sainz Jr. | 244   |
| Fonte: |      |                  |       |

|        | Pos. | Construtor                 | Pontos |
| ------ | ---- | -------------------------- | ------ |
|        | 1    | McLaren-Mercedes           | 593    |
|        | 2    | Ferrari                    | 557    |
|        | 3    | Red Bull Racing-Honda RBPT | 544    |
|        | 4    | Mercedes                   | 382    |
|        | 5    | Aston Martin-Mercedes      | 86     |
| Fonte: |      |                            |        |

- Nota: Apenas as cinco primeiras posições estão incluídas em ambas as classificações.